# Tihon Mollard
Tihon Mollard (născut Marc Raymond Mollard; n. 15 iulie 1966, Boston, Massachusetts, SUA) este actualul întâistătător al Bisericii Ortodoxe Americane, cu titlul de arhiepiscop al Washingtonului și mitropolit al Americii și Canadei. În trecut, a ocupat postul de episcop al Philadelphiei și al Pennsylvaniei de Est.